# Вильяфлор, Асусена
Асусена Вильяфлор (исп. Azucena Villaflor; 7 апреля 1924, Авельянеда — 10 декабря 1977) — аргентинская общественная деятельница, одна из основательниц правозащитной ассоциации «Матери площади Мая», искавшей жертв насильственных исчезновений во время «Грязной войны» в Аргентине)

## Жизнь и семья
Асусена родилась в семье из рабочего класса 7 апреля 1924. К тому времени её матери Эмми Нитце было всего 15 лет, а отцу Флорентино Вильяфлору, рабочему комбината лёгкой промышленности — 21. Семья Асусены была вовлечена в перонистское движение
В 16 лет Асусена начала работать секретаршей в компании бытовой техники. Там она встретилась с Педро де Винсенти, профсоюзным делегатом. В 1949 году они поженились и у них родилось четверо детей: Педро, Нестор, Адриан и Сесилия

## Правозащитная деятельность
30 ноября 1976 года, через восемь месяцев после начала военной диктатуры, называвшей себя «процессом национальной реорганизации», один из сыновей Вильяфлор, Нестор, был похищен вместе со своей супругой Ракель Манжин. Вильяфлор начала искать их через Министерство внутренних дел и искать поддержки у викария Адольфо Тортола (хотя они могли говорить только с его секретарем, Эмилио Грасселли). Во время поисков, она встретила других женщин, также искали пропавших родственников.
После шести месяцев бесплодных расспросов, Вильяфлор решила начать серию демонстраций для того, чтобы получить общественную поддержку. 30 апреля 1977 она и тринадцать других матерей, отправились на Пласа-де-Майо (Площадь Мая) в центре Буэнос-Айреса, перед правительственным дворцом Каса Росада. Это место было избрано, поскольку оно было политически значимым в истории Аргентины. Они решили ходить вокруг площади, поскольку полиция запретила им стоять там с пикетом. Первый поход был в субботу и остался относительно незамеченным; второй состоялся в пятницу, и с тех пор они проводили демонстрации в 15:30 по четвергам.

## Исчезновение и смерть

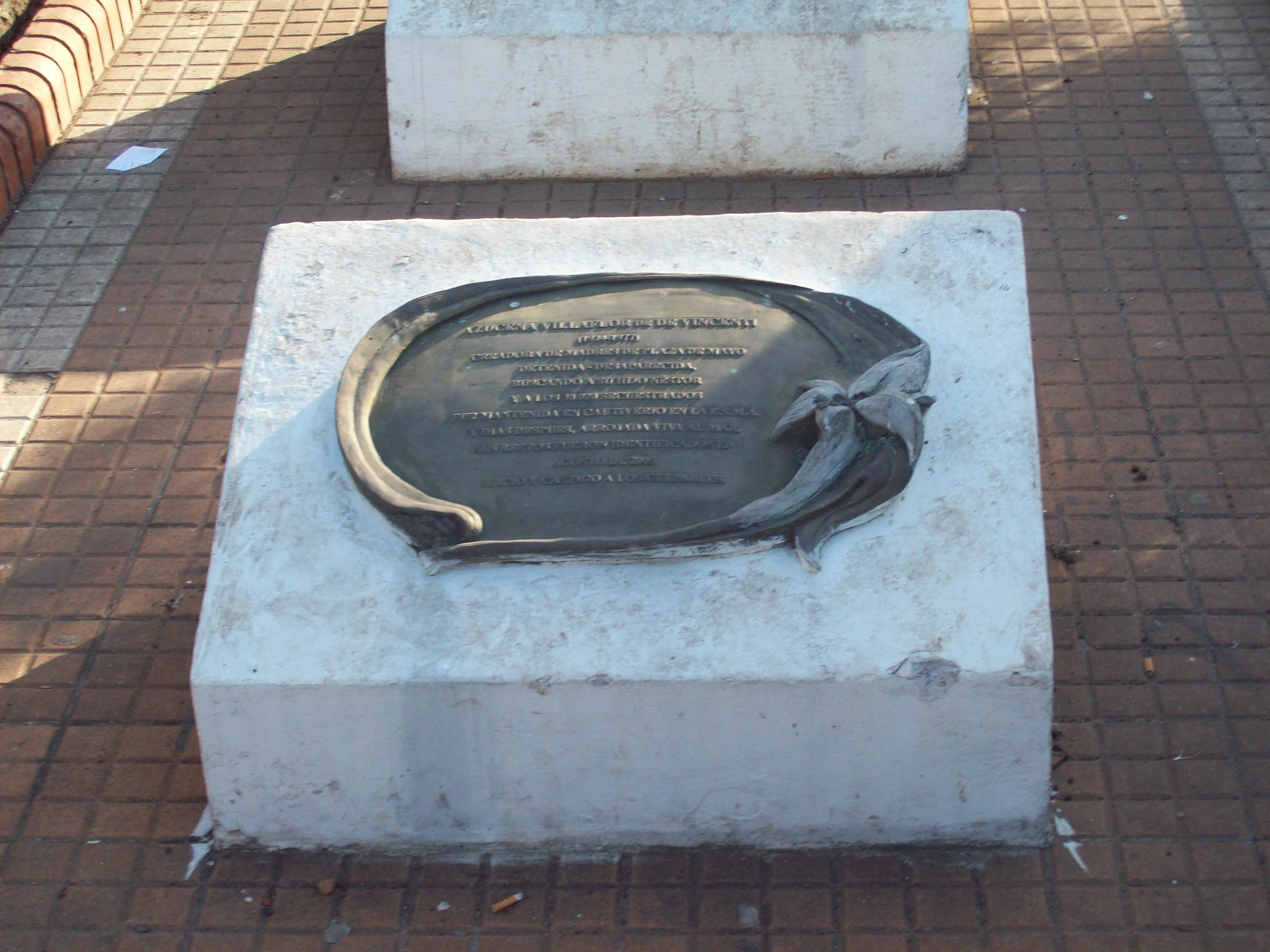
Надгробие аргентинской общественной деятельницы Асусены Вильяфлор

В том же году 10 декабря, в Международный день прав человека, «Матери площади Мая» опубликовали объявление в газете с именами их «исчезнувших» детей. В ту ночь Асусена Вильяфлор была задержана военными в своем доме в Вилья-Доминико (Авельянеда, провинция Буэнос-Айрес). Как сообщалось, она была помещена в концлагерь Школы механиков ВМС Аргентины (ЕСМА), которым руководил Альфредо Астис.
Тело Вильяфлор не было обнаружено вплоть до 2003 года, когда аргентинская команда судебных антропологов (Equipo Argentino de Antropología Forense, EAAF), известная также тем, что нашла и опознала труп Че Гевары в Боливии, нашла тела пяти женщин, которые исчезли в 1977 году. В июле 2005 года было официально подтверждено, что один из них принадлежал Вильяфлор. Наличие переломов, вызванных падением и ударом о твердую поверхность, подтвердило гипотезу о том, что заключенные были сброшены с самолёта, летевшего над океаном в ходе одного из многочисленных «полетов смерти», о чём рассказал бывший морской офицер Адольфо Силинго.
Останки Вильяфлор были кремированы, а прах её был погребен у подножия Майской пирамиды в центре Пласа-де-Майо, 8 декабря 2005 года в финале 25-й ежегодного Марша матерей. Место выбрали её выжившие дети.
В 1997 году историк Энрике Арросагарай написал биографию Вильяфлор.